# Ideopsis piada
Ideopsis piada är en fjärilsart som beskrevs av Hans Fruhstorfer 1915. Ideopsis piada ingår i släktet Ideopsis och familjen praktfjärilar. Inga underarter finns listade i Catalogue of Life.